# Мюллер, Карл Отфрид
Карл Отфрид Мюллер (нем. Karl Otfried Müller, 28 августа 1797, Бриг — 1 августа 1840, Дельфы) — немецкий исследователь древностей.

## Биография
Карл Отфрид Мюллер занимал должность профессора в Геттингенском университете, где среди его учеников был, в частности, Франц Генрих Лудольф Аренс.
В 1839 году он предпринял поездку в Италию и Грецию, но заболел среди усиленных работ в Дельфах, там же умер и похоронен близ Афин.
Один из учеников Августа Бёка, Мюллер стремился к всестороннейшему изучению древности и особенное внимание обратил на область искусства.
Исследователем запутанных исторических вопросов выступил он ещё в своем первом труде: «Aegineticorum liber» (Берлин, 1817). В его первоначальной истории греческих племен и городов: «Geschichten hellenischer Slämme und Städte» (Берлин, 1820—1824; 2 изд. 1844) даны остроумные, основанные на полном ознакомлении со всеми источниками ответы на вопросы о беотийском Орхомене, о минийцах, о дорянах. Сродным темам посвящены его книги: «Ueber die Wohnsitze, Abstammung und ä ltere Geschichte des makedonischen Volkes» (Берлин, 1825) и «Die Etrusker» (Бреславль, 1828; 2 изд., переработанное известным знатоком италийских наречий Deecke, Штутгарт, 1877—1878).Новые пути указаны были науке в его «Prolegomena zu einer wissenschaftlichen Mythologie» (Геттинген, 1825), где происхождение мифов приписывается отдельным местностям (теория локализма мифов).
В области истории искусства он дал первое систематическое руководство по археологии искусства («Handbuch der Archaologie der Kunst», Бреславль, 1830; позднейшее изд. в перераб. Велькера, Штутгарт, 1878) и издал рисованные Карлом Эстерлеем «Denkmaler der alten Kunst» (Геттинген, 1832 сл.; 3 изд. Wieseler’a, 1876—1881).
Остроумным критиком и грамматиком Мюллер является в рецензии «De lingua latina» Варрона (Лейпциг, 1833) и «De verborum signficatione» Феста (Лейпциг, 1839). По инициативе английских ученых он написал свою «History of the literature of ancient Greece» (т. I, Лондон, 1840), которую его брат Эдуард Мюллер (1804—1875) издал на нём. языке под загл.: «Geschichte der griechischen Litteratur bis auf das Zeitalter Alexanders» (Бресл., 1841; 4-е изд. Штутгарт, 1882—1884).
Собраны после смерти Мюллера его «Kleine deutsche Schriften» (изд. Эдуардом Мюллером, с биографией, Бресл., 1847—1848), его «Kunstarchä ologische Werke» (Берлин, 1872—1873) и его переписка с Бёком.
Среди его именитых учеников Вильгельм Людвиг Абекен и Карл Эрнст Джордж.